# داميان مولان
داميان مولان (بالفرنسية: Damien Moulin)‏ (3 يناير 1987 في فرنسا - ) هو لاعب كرة قدم فرنسي في مركز الدفاع. لعب مع نادي إستر ونادي سانت إتيان ونادي فان ونادي فريجوس ونادي لوهان كويسو.

## وصلات خارجية
- داميان مولان على موقع رابطة كرة القدم الفرنسية للمحترفين (الإنجليزية)
- داميان مولان على موقع قاعدة بيانات كرة القدم.إي يو (الإنجليزية)